# Oxytropis chakassiensis
Oxytropis chakassiensis là một loài thực vật có hoa trong họ Đậu. Loài này được Polozhij miêu tả khoa học đầu tiên.